# دلفين شبيه الفظ
†الدلفين شبيه الفظ أودوبينوسيتوبس (الاسم العلمي:Odobenocetops†) (بمعنى "حوت وجه الفظ") هو جنس من الحيوانات يتبع فصيلة †الدلافين شبيهة الفظ من رتبة مزدوجات الأصابع. كان نوع من الحيتان الصغيرة، عاش في العصر البليوسيني، وتميز بوجود نابين يبرزان إلى الجهة الخلفية من الجسم. يعتقد بأن هذا الحوت كان فريسة لقرش الميغالودون الضخم، وقد وجد حتى الآن نوعين من الدلفين شبيه الفظ.

## المواصفات
صنف الدلفين شبيه الفظ تحت الفصيلة العليا للدلفينات، حيث وجد في أحد نوعيه عضو يعمل على تعقب الموجات الصوتية، شبيهة بتلك الموجودة في الدلفينات الحديثة. قدر طول هذا الحوت بحوالي 2،1 م، ووزنه ما بين 150 إلى 650 كجم. تبين طريقة اتصال العنق بأنه كان مرناً إلى حد ما، حيث أن له القدرة على تحريك رأسه بـ 90 درجة. كذلك، يتميز بخطمه العريض ووجه الشبيه بحيوان الفظ. تشير مواصفات هذه الحيتان إلى أنها من المتغذيات القاعية، حيث كانت تبحث عنالرخويات وتخرجها بالمص من قشرتها بواسطة ألسنها وشفاهها القوية. أما بالنسبة للأنياب، فيبلغ طولها 25 سم تقريباً، ويكون الناب الأيمن أطول من الآخر في الذكر، ولهشاشتها، لم يكن بالإمكان استخدامها كوسيلة دفاعية، لكن، لم يتم الجزم حول وظائفها بعد.

## أنواع الدلفين الشبيه الفظ
- †دلفين شبيه الفظ رقيق الأسنان
- †دلفين شبيه الفظ بيروفي